# Nezahualpilli
Nezahualpilli, Netzahualpilli, w tłumaczeniu z nahuatl „Nienasycony Książę” (ur. 1464, zm. 1515) – władca (tlatoani) Texcoco wybrany przez miejską arystokrację po śmierci swego ojca Nezahualcoyotla w 1473 roku.

## Panowanie
W początkach swego panowania Nezahualpilli wyróżnił się już w pierwszych kampaniach wojennych przeciwko Huexotzinco i plemionom znad Zatoki Meksykańskiej. W późniejszych czasach skupiał się raczej na reformach i sprawach wewnętrznych aniżeli nad rozszerzaniem granic państwa.
Podobnie jak ojciec był poetą i mędrcem, interesował się religią, astrologią, prawodawstwem, architekturą, poezją i muzyką. Do naszych czasów przetrwał tylko jeden z jego poematów: „Icuic Nezahualpilli yc tlamato huexotzinco” („Pieśń Nezahualpilliego podczas wojny z Huexotzinco”). Jego dwór był bezpieczną przystanią dla astronomów, inżynierów i wróżbitów. Podczas swego panowania zniósł karę śmierci dla wielu przestępstw i walczył o utrzymanie politycznej niezależności podczas wzrastającej pozycji Azteków z Tenochtitlánu. Mówiono o nim, że był uczciwym i sprawiedliwym władcą. Był jednak fanatykiem prawa. Kazał stracić publicznie jednego ze swoich synów za to, że samowolnie wybudował sobie pałac, podczas gdy przywilej ten służył tylko tym, którzy wyróżnili się na polu chwały. Kazał również stracić swą córkę za to, że zagadnęła na ulicy przypadkowego młodzieńca, a także swą nałożnicę, która została przyłapana na piciu octli. Innym razem dwóch młodych wojowników królewskiego pochodzenia powróciło w bardzo ciężkim stanie z wojny, na której dokonali wielu bohaterskich czynów. Nezahualpilli kazał ich troskliwie leczyć, a kiedy wyzdrowieli, skazał na stracenie, ponieważ sfałszowali liczbę wziętych na wojnie jeńców. Około 1500 roku jego syn Huecotzincatzin, 16-letni wówczas młodzieniec i następca tronu, otrzymał nominację na naczelnego wodza (tlacatecatl) i przybył do pałacu ojca. Nezahualpilli był jednak zajęty i chłopiec, oczekując na audiencję,  przechadzał się po pałacu i rozmawiał z różnymi osobami (w pałacu, prócz prywatnych apartamentów, mieściły się także liczne urzędy). Zagadnął także młodą dziewczynę i zaczął prawić jej komplementy. Okazało się, że dziewczyna była jedną z konkubin Nezahualpilliego i oskarżyła chłopca o rzekome napastowanie. Nezahualpilli skazał następcę tronu na śmierć. Nie pomogła interwencja arystokracji i kapłanów, a żonie, która – prowadząc za ręce małe dzieci – rzuciła mu się do nóg i błagała o litość dla pierworodnego, odparł:
„Gdybym przebaczył, cóż rzekłby lud? Że prawa są dla poddanych tylko, ale nie dla królewskiego domu.”
Nakazał publiczną egzekucję, zaś po niej przez 40 dni nie dopuszczał nikogo do siebie, opłakując śmierć ukochanego syna.

## Żony
Nezahualpilli miał wiele żon i ponad 2000 nałożnic, a najsłynniejszą była Dama z Tuli. Posiadała rozległą wiedzę i odznaczała się wybitnym talentem poetyckim, a także nieprzeciętną urodą. Uważa się, że Nezahualpilli spłodził 144 potomków. Pierwsze małżeństwo, zapewne ze względów politycznych, zawarł z siostrzenicą Tizoca, jednak już podczas wesela postanowił poślubić jej młodszą siostrę, co wkrótce uczynił. Synowie tych sióstr i Nezahualpilliego (Cacamatzin, Coanacoch i Ixtlilxochitl II) byli ostatnimi władcami Acolhuan. Nezahualpilli poślubił również córkę Axayacatla, Chalchiuhnenetzin. Wychowywała się ona od najmłodszych lat w Texcoco, a gdy osiągnęła pełnoletniość, zaczął ją odwiedzać Nezahualpilli. Często służebne zatrzymywały go, twierdząc, że Chalchiuhnenetzin jest chora i śpi. Ponadto w jednej z komnat władca natknął się na wiele postaci, przypominających mumie, które, według wyjaśnień Chalchiuhnenetzin, były bóstwami jej ludu. Pewnego dnia podczas audiencji spostrzegł jednak klejnot na piersiach gubernatora miasta Tezoyacan, który kilka dni wcześniej podarował swojej żonie. Wściekły skierował się do pałacu żony, gdzie służebne jak zwykle chciały go zatrzymać. W łóżku żony leżała tylko lalka, mająca ją udawać, a żonę – po przeszukaniu pałacu – przyłapano w jednym ze skrzydeł budynku na uczcie z trzema młodzieńcami. Nezahualpilli natychmiast wszczął śledztwo i dowiedział się, że Chalchiuhnenetzin od wielu lat prowadziła rozpustne życie, a domniemane posągi w jednej z komnat pałacu okazały się być zmumifikowanymi ciałami jej kochanków, których sprowadzała do pałacu poprzez zaufanych członków pałacowej służby. Darowała jednak życie tym trzem młodzieńcom, co przypłaciła własnym. Nezahualpilli po zakończeniu dochodzenia zaprosił do Texcoco królów zarówno ze sprzymierzonych miast, jak i z zupełnie niezależnych. Wezwał z całego państwa lenników wraz z żonami i rozkazał żonatym mieszkańcom i wszystkim kobietom bez względu na wiek zebrać się na wielkim placu na publiczną egzekucję. W obecności tej ogromnej publiki kat najpierw udusił Chalchiuhnenetzin, a następnie jej trzech kochanków. Na olbrzymim stosie spłonęły również mumie pomordowanych kochanków królowej. Potem na szubienicy zawiśli wspólnicy Chalchiuhnenetzin obojga płci: służba, pokojowe, faktorzy, stręczyciele, najemni mordercy i preparatorzy zwłok. Ta egzekucja była swoistą manifestacją i przypomnieniem dla narodu o prastarym meksykańskim kanonie, który głosił, że za złamanie wiary małżeńskiej należy się nieodwołalnie śmierć. Zdarzenie to miało miejsce w 1498 roku. Wpłynęło ono negatywnie na stosunki Texcoco z Tenochtitlánem. Tenochkowie bowiem poczuli się obrażeni, gdy Nezahualpilli zabił osobę z ich królewskiego rodu. Napięte stosunki między miastami groziły lada chwila otwartym zerwaniem trójprzymierza, a chociaż do tej ostateczności nie doszło, ostatni królowie Mexiców jawnie sięgnęli po absolutną hegemonię. Od tej pory nie liczyli się już zupełnie z narodowymi interesami Acolhuan.

## Zatargi z Tenochtitlánem
Kolejny z władców Tenochtitlánu, Motecuhzoma II, korzystał z każdej sposobności, by pognębić Nezahualpilliego, dokuczyć mu, narazić na szwank jego dumę i ambicję. Nezahualpilli, wyraźnie mniej wojowniczy i energiczny, nie dawał się jednak sprowokować. Motecuhzoma sięgał bez żadnych osłonek po hegemonię.
Gdy Nezahualpilli powiedział Motecuhzomie, że mędrcy Tetzcocańscy przepowiedzieli obcą hegemonię nad Doliną Meksyku, władca Tenochtitlánu zażądał dowodów na te słowa. Nezahualpilli zaproponował mecz w tlachtli, stawiając Texcoco przeciwko trzem kogutom. Zwycięstwo miało przypaść temu, kto pierwszy zdobędzie 3 punkty. Nezahualpilli wygrał partię, a Motecuhzoma potraktował to jako zły omen.
Motecuhzoma był osobą niezrównoważoną emocjonalnie. Łatwo ulegał depresjom, był skłonny do melancholii i mistyki. Po przegranej w tlachtli ogarnął go strach, że straci swe królestwo na rzecz obcego przybysza. Nie poniechał jednak myśli o hegemonii w trójprzymierzu. Namówił Nezahualpilliego, aby wysłał swą armię na Tlaxcallan, po czym oskarżył o to, że chce przejąć Tlaxcalę, wbrew regułom kwietnych wojen. Poinstruował także Tlaxcallan, wskazując na miejsce obozowiska Acolhuan. O brzasku Tlaxcallanie zaatakowali Acolhuan, a wojska Tenochtitlánu wraz z Motecuhzomą przyglądało się tej rzezi sprzymierzeńców z pobliskiego wzgórza. Nezahualpilli niezwłocznie skierował ambasadorów do Tenochtitlánu, domagając się wyjaśnienia tej sytuacji oraz powodu, dla którego wojska Tenochtitlánu pozostały bierne i nie pomogły Acolhuanom. Motecuhzoma odrzekł:
„[...] Przeminął czas, kiedy imperium rządziły trzy głowy; dziś wystarcza jedna, moja.[...]”
Tenochtitlán stał się faktycznie miastem, które rozciągało swą hegemonię nad pozostałych sprzymierzeńców trójprzymierza oraz na liczne, podległe mu państwa.

## Śmierć
W 1515 roku schorowany Nezahualpilli zmarł, nie wybierając następcy. Wykorzystał to Motecuhzoma i osadził na tronie syna Nezahualpilliego, Cacamatzina. Cacama według zamierzeń Motecuhzomy miał być posłusznym mu władcą. Inni pretendenci podburzyli jednak naród i kraj na pewien czas rozdarła wojna domowa, a stara monarchia Acolhuan w praktyce przestała istnieć.